# Барзылович, Семён Андреевич
Семён Андре́евич Барзыло́вич (25 апреля 1903 — 27 июля 1958) — советский архитектор, художник, педагог, член Союза архитекторов СССР.

## Биография
Родился 25 апреля 1903 года в селе Ново-Ройськ Черниговской губернии в семье священника. После окончания в 1921 году Стародубской средней школы поступил в Киевский архитектурный институт, кокторуй был реорганизован в Художественный институт, архитектурный факультет которого закончил в 1928 году со званием «архитектор-художник, организатор производства». Ученик П. Алешина, О. Вербицкого, П. Хаустова.
Учась работал, пройдя путь от чернорабочих до архитектора.
Работал в «Горстройпроект», «Вийськпроекти», «Киевпроект», архитектурных мастерских Управления по делам архитектуры Киева и других учреждениях.
Умер 27 июля 1958 года. Похоронен в Киеве на Лукьяновском кладбище (участок № 14, ряд 11, место 15). На могиле цветник, мраморная доска на заборе. Текст надписи (на русском языке): «Барзылович Семен Андреевич 1903—1958».

## Архитектурная деятельность
Автор более 100 проектов жилищно-бытового характера, а также промышленного, железнодорожного, общественного, торгового и других, на которых вел авторский надзор. Среди них:
- Киностудия имени А. Довженко (1927—1930);
- Киевский железнодорожный вокзал (1928—1930);
- Достройка театра оперы и балета (1937—1938);
- Застройка Гидропарка (1949—1950);
- Жилой дом актеров по Пушкинской улице (1939—1954);
- Жилой дом по Почайнинской улице (1939);
- Административное здание Киевского сахарного треста по Прорезной улице (1940—1945);
- Водный бассейн в Ботаническом саду (1944);
- Жилой дом 4-й обувной фабрики по улице Кирилловской (1946—1957);
- Украинская сельскохозяйственная академия (1945);
- Разработка проекта забора возле памятника Богдану Хмельницкому в Киеве (1947);
- Перепланировка и благоустройство Подольского района (1951);
- Планирование Сенной, Соломенской и Лукьяновской площадей (1949—1950) ;
- Варианты планировки и застройки Дарницы (1949—1950);
- Пионерский лагерь для детей завода «Укркабель» в Пуще-Водице (1950—1958) и многих других.
- Оформление могилы Т. Г. Шевченко в Каневе (1929—1932);
- Дом Красной Армии в Тернополе (1941);
- Участие в проектировании и строительстве жилого дома работников народного образования в Сталино, 1929—1930).

## Преподавательская работа
В 1945—1947 годах вел преподавательскую работу в Киевском инженерно-строительном институте. Также преподавал в Киевском железнодорожном техникуме, Техникуме жилищно-гражданского строительства, железнодорожные профшколу, на различных курсах по повышению квалификации строителей.
Ученики Семёна Барзилович: Жернов В. К., Анисимов А.